# Wolfgang Dreybrodt
Wolfgang Dreybrodt (* 10. Januar 1939 in Annaberg; † 5. Juni 2025) war ein deutscher Physiker und Hochschullehrer.

## Leben
Nach der Promotion zum Dr. phil. nat. am 18. November 1966 in Frankfurt am Main wurde er Professor für Experimentalphysik an der Universität Bremen, an der er von 1974 bis zu seiner Emeritierung 2004 tätig war. Mit einer Forschungskarriere in Festkörperphysik, Biophysik mit spektroskopischen Methoden, trat er Anfang der 1980er Jahre in die Karstforschung ein, inspiriert von der Schönheit der Höhlen und Karstlandschaften, denen er als Höhlenforscher begegnete. 2003 erhielt er den Dr.-Benno-Wolf-Preis des Verbands deutscher Höhlen- und Karstforscher (VDHK). Seit 2021 war er korrespondierendes Mitglied der Slowenischen Akademie der Wissenschaften und Künste.

## Schriften (Auswahl)
- Die Temperaturabhängigkeit der Hyperfein-Struktur-Tensoren zweiatomarer Halogenzentren in Alkalihalogenid-Kristallen. Frankfurt am Main 1966, OCLC 831029460 (zugleich Dissertation, Frankfurt am Main 1966). Übersetzung von: Temperature Dependence of hyperfine structure tensors of diatomic halogen centres in alkali halide crystals. doi:10.1002/pssb.19670210107
- Processes in Karst systems. Physics, chemistry, and geology (= Springer Series in Physical Environment. Band 4). Springer, Berlin 1988, ISBN 3-540-18839-8, doi:10.1007/978-3-642-83352-6.
- mit Franci Gabrovšek, Douchko Romanov: Processes of Speleogenesis. A Modeling Approach. ZRC SAZU, Postonja, Ljubljana 2005, ISBN 978-961-05-0312-5 (zrc-sazu.si).